# ميخائيل سيلفستر
ميخائيل سيلفستر (بالإنجليزية: Michael Sylvester)‏ هو مغني أوبرا وموسيقي أمريكي، ولد في 21 أغسطس 1951.

## وصلات خارجية
- ميخائيل سيلفستر على موقع IMDb (الإنجليزية)
- ميخائيل سيلفستر على موقع ميوزك برينز (الإنجليزية)